# Románia államfőinek listája
Ezen a lapon Románia államfőinek listája látható, mely a román államfőket tartalmazza időrendi sorrendben.

## Románia államfői

### A Román Szocialista Köztársaság idején 1947 és 1989 között
| Román Népköztársaság Nagy Nemzetgyűlésének elnöke | Portré | Hivatal kezdete    | Hivatal vége                                   | Időtartam     | Politikai párt                               |
| --- | ------ | ------------------ | ---------------------------------------------- | ------------- | -------------------------------------------- |
| Constantin Ion Parhon (1874–1969) |        | 1947. december 30. | 1952. június 12.                               | 4 év, 165 nap | Román Munkáspárt                             |
| Petru Groza (1884–1958) |        | 1952. június 12.   | 1958. január 7. (meghalt)                      | 5 év, 209 nap | Ekésfront ((1952–1953) Független (1953–1958) |
| Petru Groza halálát követően, 1958. január 7. és 11. között Mihail Sadoveanu és Anton Moisescu irányították az országot mint a Nagy Nemzetgyűlés ügyvezető elnökei.                               |        |                    |                                                |               |                                              |
| Ion Gheorghe Maurer (1902–2000) |        | 1958. január 11.   | 1961. március 21.                              | 3 év, 69 nap  | Román Munkáspárt                             |
| Gheorghe Gheorghiu-Dej (1901–1965) |        | 1961. március 21.  | 1965. március 19. (meghalt)                    | 3 év, 363 nap | Román Munkáspárt                             |
| Gheorghe Gheorghiu-Dej halálát követően, 1965. március 19. és 24. között Ion Gheorghe Maurer, Ștefan Voitec és Avram Bunaciu irányították az országot mint a Nagy Nemzetgyűlés ügyvezető elnökei. |        |                    |                                                |               |                                              |
| Chivu Stoica (1908–1975) |        | 1965. március 24.  | 1967. december 9. (lemondott)                  | 2 év, 260 nap | Román Munkáspárt /Román Kommunista Párt      |
| Nicolae Ceaușescu (1918–1989) |        | 1967. december 9.  | 1989. december 22. (eltávolították posztjából) | 22 év, 13 nap | Román Kommunista Párt                        |

### 1989-től napjainkig
| Románia elnöke | Portré | Hivatal kezdete    | Hivatal vége       | Időtartam     | Párt                                                                   |
| --- | ------ | ------------------ | ------------------ | ------------- | ---------------------------------------------------------------------- |
| 1989. december 22. és december 26. között az államfői feladatokat ideiglenesen a Nemzeti Megmentési Front Tanácsa látta el.                           |        |                    |                    |               |                                                                        |
| Ion Iliescu (1930–2025) |        | 1989. december 26. | 1996. november 29. | 6 év, 339 nap | Nemzeti Megmentési Front (1989–1992) Szociáldemokrata Párt (1992–1996) |
| Emil Constantinescu (1939–) |        | 1996. november 29. | 2000. december 20. | 4 év, 21 nap  | Kereszténydemokrata Nemzeti Parasztpárt                                |
| Ion Iliescu (1930–2025) |        | 2000. december 20. | 2004. december 20. | 4 év          | Szociáldemokrata Párt                                                  |
| Traian Băsescu (1951–) |        | 2004. december 20. | 2014. december 21. | 10 év, 1 nap  | Demokrata Párt (2004–2007) Demokrata Liberális Párt (2007–2014)        |
| 2007. április 20. és május 23. között Nicolae Văcăroiu, 2012. július 10. és augusztus 27. között Crin Antonescu volt az ideiglenes megbízott államfő. |        |                    |                    |               |                                                                        |
| Klaus Johannis (1959–) |        | 2014. december 21. | 2025. február 12.  | 10 év, 53 nap | Nemzeti Liberális Párt                                                 |
| 2025. február 12. és május 26. között Ilie Bolojan volt az ideiglenes megbízott államfő.                                                              |        |                    |                    |               |                                                                        |
| Nicușor Dan (1969–) |        | 2025. május 26.    | hivatalban         |               | Független                                                              |